# 박완 (1896년)
박완(朴浣, 일본식 이름: 鶴川浣쓰루카와 간, 1896년 10월 3일 ~ 1961년 5월 12일)은 일제강점기의 천도교 지도자로, 호는 단정(檀庭), 단암(檀菴)이며 본적은 서울특별시 종로구 경운동이다.

## 생애
1927년 8월부터 1929년 5월까지 천도교청년동맹 경성부 집행위원대표와 경성부 대표, 중앙상무촉탁, 대표대리, 상무를 지냈고 1930년 신간회 상무집행위원을 지냈다. 1931년 천도교중앙종리원 감사관 촉탁으로 임명되면서 천도교 활동을 시작했고 1931년 2월 20일 천도교청우당 중앙집행위원으로 선출되었다.
1932년 4월 3일부터 1938년 4월까지 천도교중앙종리원 지도관서와 현기관 종무원, 종리원을 지냈고 1940년부터 1945년까지 천도교중앙종리원 사교부장과 교령실 관장, 사회부장, 사서를 역임했다. 1941년 6월과 1944년 9월 천도교 부여신궁조영근로봉사단에 참가했으며 1944년 12월 10일 천도교 주최로 열린 대동아전쟁전몰장병위령제에 참석했다.
1940년부터 1945년까지 신인간사(천도교 기관지 《신인간》을 발행한 출판사) 사장으로 일하는 동안 천도교인의 내선일체와 전시 체제 협력을 선동하는 시국 순회 강연을 열었다. 또한 천도교 기관지 《신인간》에서 일본의 침략 전쟁 완수를 위해 국방 국가 체제를 정비할 것과 이에 협력할 것을 요구하는 글, 비상 시국 체제 하에 있는 국민의 의무인 국방헌금과 저축절약, 직역봉공, 멸사봉공 등 이른바 총후보국의 자세에 힘쓸 것을 강조하는 글, 조선인에게 징용과 징병제를 선전, 선동하는 글을 게재했다.
1941년 9월 조선임전보국단 발기인과 평의원으로 참여했고 1944년 영미격멸 종교 단체 총궐기대회에서 연락위원과 식장준비계장을 맡았다. 1945년 국민총력조선연맹 주최로 열린 종교 단체 간부 황민 연성회에서 천도교 대표로 참석했다.
민족문제연구소의 친일인명사전 수록자 명단의 종교 부문과 친일반민족행위진상규명위원회가 발표한 친일반민족행위 705인 명단에 포함되었다.

## 참고자료
- 친일반민족행위진상규명위원회 (2009). 〈박완〉. 《친일반민족행위진상규명 보고서 Ⅳ-6》. 서울. 750~778쪽.